# Soldiers of Odin

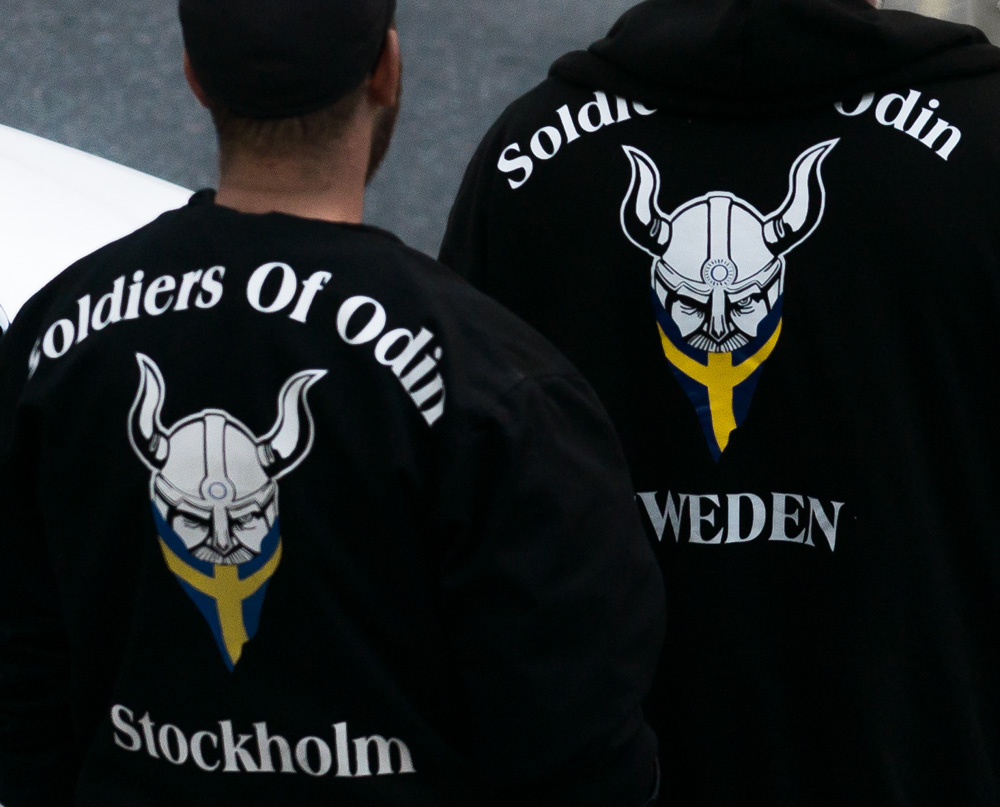
Soldiers of Odin in Stockholm (2016)

Soldiers of Odin (SOO) is een anti-migratievereniging ontstaan in Finland in 2015.

## Geschiedenis
Soldiers of Odin werd in oktober 2015 opgericht in Kemi in het noorden van Finland naar aanleiding van de Europese vluchtelingencrisis. De door Mika Ranta, een zelfverklaarde neonazi en lid van de Noordse Verzetsbeweging, als burgerwacht opgevatte vereniging, patrouilleerde in een aantal dorpen in Finland naar aanleiding van mediaberichten over een stijgend aantal voorvallen van seksuele agressies. 
De vereniging werd genoemd naar een god uit de Noordse mythologie, Odin. 
De Soldiers of Odin kregen bekendheid via sociale media na een meer dan gemiddeld aantal aanrandingen op oudejaarsavond 2015, de dood van Alexandra Mezher in Zweden en andere incidenten met migranten en vluchtelingen.
Daarop werden er in Zweden, Noorwegen, de Verenigde Staten, Canada, Nederland, Australië, Estland, België en Duitsland afdelingen van de burgerwacht opgericht. In 2018 namen de Soldiers of Odin in Toronto deel aan de herdenking van het Charlottesville-protest in 2017 waarbij een dode viel.

## België
In België worden de Soldiers of Odin door de Dienst voor de Veiligheid van de Staat en de militaire inlichtingendienst ADIV in het oog gehouden. Minstens vier actieve militairen zouden lid zijn van de burgerwacht. Reeds in 2017 zijn SOO Belgium opgeheven omdat er volgens de Finnen Belgium moest opstaan terwijl de enkel Vlaamse leden Flanders wilden dragen net omdat ze niet geloven in het valse instituut dat België is.

## Nederland
In het Nederlandse Winschoten beweerden leden dat ze een asielzoeker die vrouwen lastigviel aan de politie hadden overgeleverd. Volgens de politie vertoonde de man sporen van geweld en werden er geen leden van de burgerwacht in de nabijheid opgemerkt. De leden van Soldiers of Odin beweerden dat geen geweld gebruikt werd en ze alles gefilmd hadden.